# Енгелхард IV фон Вайнсберг
Енгелхард IV фон Вайнсберг Стари (на немски: Engelhard IV von Weinsberg; * пр. 1253; † 1279) е господар на Вайнсберг.
Той е големият син на граф Енгелхард III Руфус фон Вайнсберг († 1242) и съпругата му Луитгард фон Шюпф († сл. 1250), дъщеря на Валтер II Шенк фон Шюпф († сл. 1218) и Ирментруд фон Боланден († сл. 1256). Брат е на Конрад II († 1264), женен за Ирменгард (Елизабет) фон Мюнценберг († 1269), сестра на съпругата му Кунигунда.

## Фамилия
Енгелхард IV се жени пр. 17 май 1240 г. за Кунигунда фон Мюнценберг (Мехтилд, Елизабет) († 1269), дъщеря на Улрих I фон Мюнценберг († 1240) и графиня Аделхайд фон Цигенхайн († 1226). Те имат децата:
- Юта (* пр. 1259)
- Конрад III 'Стари' фон Вайнсберг (* пр. 1267; † 1296), женен пр. август 1268 г. за Елизабет фон Катценелнбоген († 1330), дъщеря на граф Дитер V фон Катценелнбоген († 1276)
- Елизабет († пр. 1285), омъжена за Конрад фон Хехенрит
- Ирментруд (* пр. 1275; † сл. 1293), омъжена за Албрехт фон Еберсберг (* пр. 1267; † сл. 1293)
- вер. Енгелхард (* пр. 1277; † сл. 1279)

Енгелхард IV се жени втори път между 1274 – 1277 г. за Агнес фон Калв-Льовенщайн († сл. 1277), дъщеря на граф Готфрид III фон Калв-Льовенщайн († сл. 1277) и първата му съпруга Кунигунда фон Хоенлое-Романя († сл. 1253). Бракът е бездетен.